# Edmond-Henri Crisinel
Edmond-Henri Crisinel (* 2. Januar 1897 in Faoug, Kanton Waadt; † 25. September 1948 in Nyon) war ein Schweizer Journalist und Schriftsteller.

## Leben
Edmond-Henri Crisinel studierte an der Universität Lausanne. Er musste nach einjähriger Tätigkeit als Hauslehrer in Zürich eine schwere Depression behandeln lassen. Er arbeitete daraufhin bei der Revue de Lausanne und veröffentlichte mehrere Gedichtbände. Er starb 1948 durch Suizid.

## Werke
- Le Veilleur. Éditions des Trois Collines, Lausanne 1939.
- Alectone. Aux Portes de France, Porrentruy 1944.
  - Alectone. Ins Deutsche übertragen durch Cécile Lauber. Vineta, Basel 1951.
  - Alectone. Ins Deutsche übertragen durch Markus Hediger, in: Das Feld beginnt über den Dächern. Metaphorá, Zeitschrift für Literatur und Übertragung, München, Oktober 1998.
- Nuit de juin, Lausanne 1945.
  - Juninacht. Ins Deutsche übertragen durch Markus Hediger, in: Das Feld beginnt über den Dächern. Metaphorá, Zeitschrift für Literatur und Übertragung, München, Oktober 1998.
- Poésies, Genf 1949.
  - Poésies. Nachwort von Jean-Pierre Monnier. Payot (Bibliothèque romande), Lausanne 1972.
- Œuvres complètes. Éditions L’Âge d’Homme, Lausanne 1979.
- Élégie de la maison des morts. Fata Morgana, Montpellier 2007.
- Alectone et autres textes.Waknine, Angoulême 2019, ISBN 979-10-94565-46-9.